# High Comfort Anti Dive
HCAD staat voor: High Comfort Anti Dive. 
Dit is een wielophanging van de zijspannen van het Nederlandse merk EML, vanaf ca. 1994 (CT 2000)
Het bestaat uit een lange arm dwars op de rijrichting die vlak langs de motor scharniert.